# Amblyeleotris bleekeri
Amblyeleotris bleekeri és una espècie de peix de la família dels gòbids i de l'ordre dels perciformes.
Poden assolir fins a 5,8 cm de longitud.
Es troben al nord-est de Taiwan i a les illes Penghu.